# Don Patterson
Donald B. Patterson (* 22. Juli 1936 in Columbus, Ohio; † 10. Februar 1988 in Philadelphia) war ein US-amerikanischer Jazz-Organist.

## Werdegang
Patterson erhielt als Kind eine Klavierausbildung und wechselte mit 20 Jahren zur Orgel. Er arbeitete mit mehreren Bands, bevor er als Organist von Sonny Stitt bekannt wurde. Seit 1964 konnte er auch eigene Alben aufnehmen, häufig im Trio mit dem Gitarristen Pat Martino und dem Schlagzeuger Billy James. Nachdem er in den 1960er Jahren zahlreiche Alben für das Label Prestige eingespielt hatte, entstanden auf Grund von Drogenproblemen in den 1970er Jahren nur noch wenige Aufnahmen.

## Diskografie (Auswahl)
- Goin’ Down Home mit Billy James, Paul Weeden, 1963
- Patterson’s People mit Booker Ervin, Billy James, Sonny Stitt, 1964
- Hip Cake Walk mit Booker Ervin, Leonard Houston, Billy James, 1964
- The Exciting New Organ of Don Patterson mit Booker Ervin, Leonard Houston, Billy James, 1964
- 1964: Holiday Soul mit Billy James, Pat Martino (Prestige)
- Satisfaction mit Jerry Byrd, Billy James, 1964
- The Boss Men mit Billy James, Sonny Stitt, 1965
- Soul Happening mit Vincent Corrao, Billy James, 1966
- Mellow Soul mit Billy James, David „Fathead“ Newman, 1967
- Four Dimensions mit Billy James, Pat Martino, Houston Person,  1967
- Boppin’ and Burnin’ mit Billy James, Pat Martino, Howard McGhee, Charles McPherson, 1968
- Dem New York Dues mit George Coleman, Junior Cook, Billy James, Frankie Jones, Virgil Jones, Pat Martino, Blue Mitchell, Houston Person, 1968–69
- Opus De Don mit Junior Cook, Billy James, Billy Mitchell, Blue Mitchell, 1968
- 1969: Funk You! mit Billy James, Pat Martino, Charles McPherson, Sonny Stitt
- 1969: Oh, Happy Day! mit Frankie Jones, Virgil Jones, Pat Martino, Houston Person
- 1969: Brothers-4 mit Grant Green, Billy James, Sonny Stitt
- 1970: Donny Brook mit Grant Green, Billy James, Sonny Stitt
- 1971: Tune Up mit George Coleman, Booker Ervin, Grant Green, Billy James, Virgil Jones, Houston Person, Sonny Stitt (Prestige 1964, 1969)
- The Genius of th B-3 mit Eddie Daniels, Ted Dunbar, Freddie Waits, 1972
- The Return of... mit Eddie Daniels, Ted Dunbar, Freddie Waits, 1972
- These Are Soulful Days mit Albert „Tootie“ Heath, Jimmy Heath, Pat Martino, 1973
- Movin’ Up mit Richie Cole, Billy James, Vic Juris, 1976
- Why Not mit Robert „Bootsie“ Barnes, Virgil Jones, Eddie McFadden, Idris Muhammad, 1978